# Jules Mercier
Pour les articles homonymes, voir Jules Mercier (homonymie) et Mercier.
Jules Mercier, né le 23 mars 1835 à Thonon-les-Bains et mort le 19 avril 1923, est un avocat et homme politique français.

## Biographie
Conseiller municipal de la ville de Thonon-les-Bains en 1865, il en devient maire en 1882 pour une année. Il l'est à nouveau en 1902.
Il est élu conseiller général du canton de Thonon, en 1874 et préside l'assemblée départementale de 1910 à 1920.
André Folliet entre à la Chambre des députés en 1894. Une élection partielle est organisée. Jules Mercier devient député de l'arrondissement de Thonon et occupera ce mandat jusqu'en 1909 où il obtient le mandat sénateur. Paul Jacquier lui succèdera à l'Assemblée nationale. Il avait déjà tenté d'obtenir un siège de sénateur lors de la mort de Folliet en 1905, mais avait été battu par Émile Chautemps. En 1920, lors des nouvelles élections sénatoriales, il ne se représente pas du fait de son âge.
Il est à l'origine de la fondation de l'école hôtelière de Thonon en 1912.

## Décorations
- Chevalier de la Légion d'honneur
- Officier d'Académie

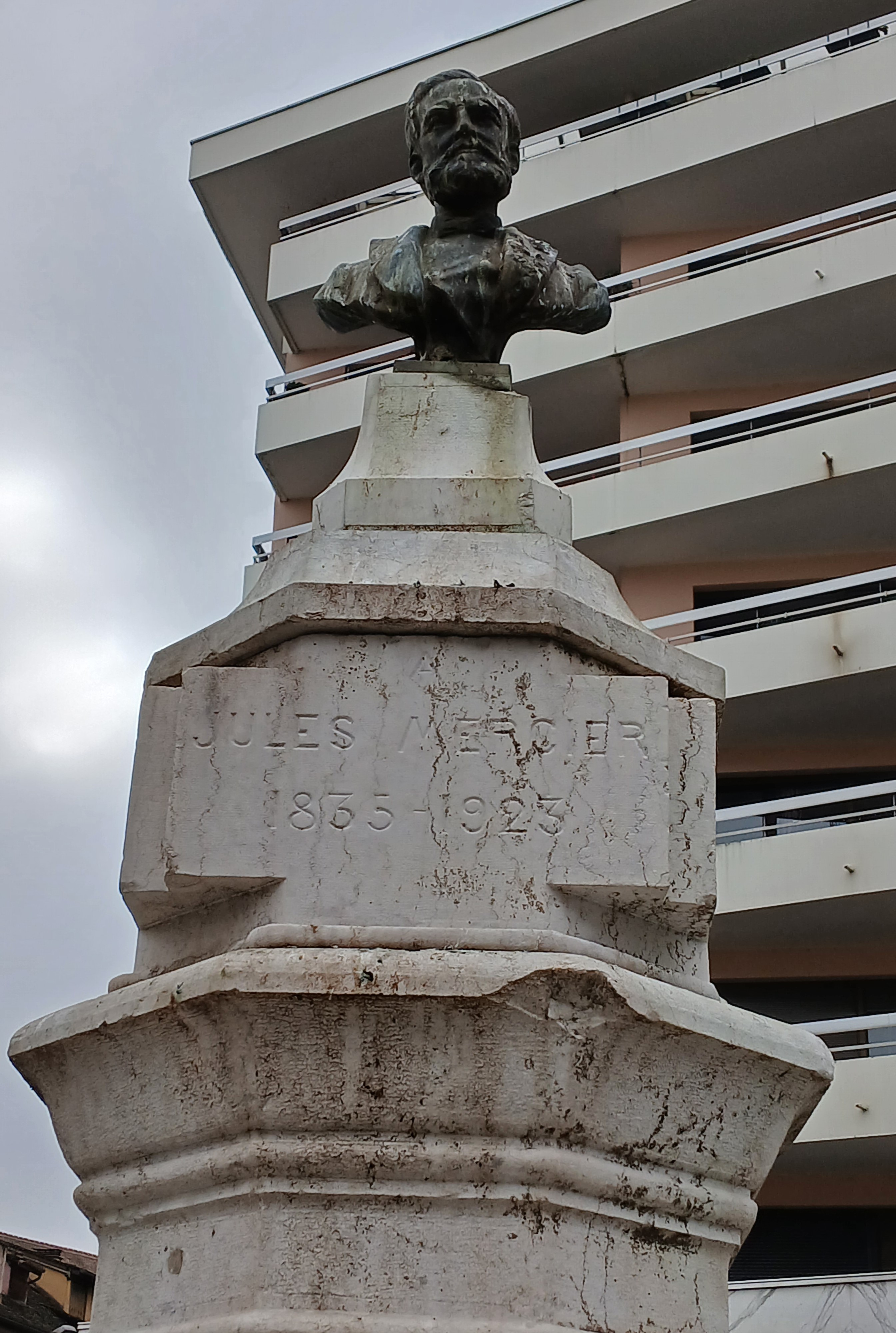
Buste place Jules-Mercier (Thonon).

Sa ville natale lui a dédié une place dans laquelle son buste a été érigé.

### Sources
- « Jules Mercier », dans le Dictionnaire des parlementaires français (1889-1940), sous la direction de Jean Jolly, PUF, 1960 [détail de l’édition]